# Frederick Burton (acteur)
Pour les articles homonymes, voir Burton.
Frederick Burton est un acteur américain, né le 20 octobre 1871 à Indianapolis (Indiana), mort le 23 octobre 1957 à Los Angeles (quartier de Woodland Hills, Californie).

## Biographie
Frederick Burton entame sa carrière d'acteur au théâtre et joue notamment à Broadway (New York) entre 1904 et 1930, principalement dans des pièces ; son avant-dernière en 1927-1928 est Coquette de George Abbott et Ann Preston (avec Helen Hayes et Una Merkel).
Toujours à Broadway, il apparaît également dans deux comédies musicales, dont Ruggles of Red Gap en 1915-1916, sur une musique de Sigmund Romberg (avec Louise Closser Hale et Jessie Ralph), adaptation du roman éponyme de Harry Leon Wilson (en). S'ajoute l'opéra Deep River, sur une musique de W. Franke Harling (avec Luis Alberni), représenté en 1926.
Au cinéma, Frederick Burton débute durant la période du muet, son premier film sortant en 1914. Son dernier film muet est Dans la peau du lion de Gregory LaCava (avec W. C. Fields et Mary Brian), sorti en 1927 ; entretemps, citons Le Lieutenant Douglas de Douglas Fairbanks et Albert Parker (1918, avec Douglas Fairbanks et Theodore Roberts) et Cheating Cheaters d'Allan Dwan (1919, avec Jack Holt et Clara Kimball Young).
Et signalons que son deuxième film muet est Ruggles of Red Gap de Lawrence C. Windom (1918, avec Taylor Holmes dans le rôle-titre), première adaptation à l'écran du roman éponyme précité, où il reprend le rôle qu'il avait créé à Broadway.
Son premier film parlant est le western La Piste des géants de Raoul Walsh (1930, avec John Wayne et Marguerite Churchill). Le dernier de ses cent-vingt-quatre films américains est La Fière Créole de John M. Stahl (1947, avec Maureen O'Hara et Rex Harrison) ; dans l'intervalle, mentionnons Théodora devient folle de Richard Boleslawski (1936, avec Irene Dunne et Melvyn Douglas) et La Reine de l'argent de Lloyd Bacon (1942, avec George Brent et Priscilla Lane).

## Théâtre à Broadway (intégrale)
(pièces, sauf mention contraire)
- 1904-1905 : The College Widow de George Ade, mise en scène de George F. Marion
- 1909 : The Great John Ganton de J. Hartley Manners
- 1909 : The Ringmaster d'Olive Porter
- 1910 : Just a Wife d'Eugene Walter, production de David Belasco
- 1910-1911 : The Nest Egg d'Anne Caldwell
- 1913 : The Unwritten Law d'Edwin Milton Royle
- 1913 : A Man's Friends d'Ernest Poole
- 1913-1914 : General John Regan de George A. Birmingham
- 1914 : A Modern Girl de Marion Fairfax et Ruth C. Mitchell
- 1915 : The Trap de Richard Harding Davis et Jules Eckert Goodman
- 1915-1916 : Ruggles of Red Gap, comédie musicale, musique de Sigmund Romberg, paroles d'Harold Atteridge, livret d'Harrison Rhodes, d'après le roman éponyme de Harry Leon Wilson (en) : le cousin Egbert Floud
- 1918 : Oh, Look!, comédie musicale, musique de Harry Carroll, paroles de Joseph McCarthy, livret de James Montgomery : Jackson Ives
- 1923 : Roger Bloomer de John Howard Lawson : Elliott T. Rumsey
- 1923-1924 : Neighbors de Leon Cunningham : M. Hicks
- 1924 : Her Way Out d'Edwin Milton Royle : le sénateur Cordwood
- 1924 : Close Harmony de Dorothy Parker et Elmer Rice : Dr Robbins
- 1925 : White Collars d'Edith Ellis : M. Thayer
- 1926 : Hush Money d'Alfred G. Jackson et Mann Page : le juge Forrest
- 1926 : My Country de William J. Perlman : Robert Van Dorn
- 1926 : Deep River, opéra, musique de W. Franke Harling, paroles et livret de Laurence Stallings : le colonel Streatfield
- 1927 : Wall Street de James N. Rosenberg : le sénateur Folsom
- 1927 : Revelry de Maurice Watkins : Tim Fosgate
- 1927-1928 : Coquette de George Abbott et Ann Preston, mise en scène de George Abbott : M. Wentworth
- 1930 : Roadside de Lynn Riggs : « Pap » Rader

## Filmographie partielle

### Période du muet (1914-1927)
- 1918 : Ruggles of Red Gap de Lawrence C. Windom : le cousin Egbert Floud
- 1918 : Le Lieutenant Douglas (Arizona) de Douglas Fairbanks et Albert Parker : le colonel Benham
- 1919 : Cheating Cheaters d'Allan Dwan : George Brockton
- 1919 : Anne of Green Gables de William Desmond Taylor : Matthew Cuthbert
- 1919 : Getting Mary Married d'Allan Dwan
- 1919 : Les Dents du tigre (The Teeth of the Tiger) de Chester Withey
- 1920 : The Fear Market de Kenneth S. Webb : Jim Carson
- 1920 : Yes or No ? de Roy William Neill : Donald Vane
- 1920 : Coureur de dot (The Fortune Teller), de Albert Capellani  : Horatio Browning
- 1921 : The Education of Elizabeth d'Edward Dillon : Middleton
- 1921 : Bits of Life de Marshall Neilan
- 1922 : L'Émigrée (Anna Ascends) de Victor Fleming : M. Fisk
- 1922 : La Belle Revanche (Back Home and Broke) d'Alfred E. Green : Otis Grimley
- 1923 : The Fighting Blade de John Stuart Robertson : Oliver Cromwell
- 1924 : The Rejected Woman d'Albert Parker : Leyton Carter
- 1927 : Dans la peau du lion (Running Wild) de Gregory LaCava : D. W. Harvey

### Période du parlant (1930-1947)

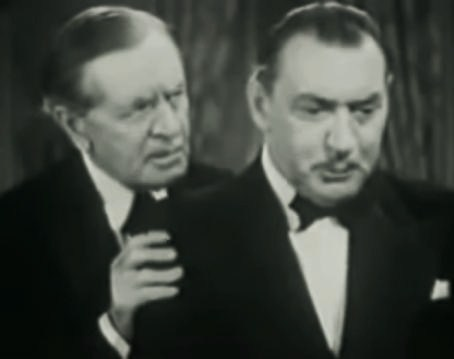
Avec Edward Keane (à d.),
dans Man with Two Lives (1942)

- 1930 : La Piste des géants (The Big Trail) de Raoul Walsh : « Pa » Bascom
- 1931 : Sweepstakes de Albert S. Rogell
- 1931 : Une tragédie américaine (An American Tragedy) de Josef von Sternberg : Samuel Griffiths
- 1931 : Freighters of Destiny de Fred Allen
- 1931 : Secret Service de J. Walter Ruben
- 1932 : Voyage sans retour (One Way Passage) de Tay Garnett : le docteur
- 1932 : La Femme de Monte-Carlo (The Woman from Monte Carlo) de Michael Curtiz : le président de la cour martiale
- 1932 : Okay, America! de Tay Garnett : le président
- 1932 : Deux Secondes (Two Seconds) de Mervyn LeRoy
- 1932 : La loi ordonne (State's Attorney) de George Archainbaud : le juge au deuxième procès
- 1932 : The Famous Ferguson Case de Lloyd Bacon : Bridges
- 1932 : Fireman, Save My Child de Lloyd Bacon : M. Platt
- 1932 : The Wet Parade de Victor Fleming
- 1932 : The All American de Russell Mack
- 1932 : Too Busy to Work de John G. Blystone
- 1933 : Sa femme (No Other Woman) de J. Walter Ruben : Anderson
- 1933 : Son dernier combat (en) (King for a Night) de Kurt Neumann : le gouverneur
- 1933 : Le Roi de la chaussure (The Working Man) de John G. Adolfi : le juge Larson
- 1933 : Mystérieux Week-end (Broadway Bad) de Sidney Lanfield : Robert North Sr.
- 1934 : Vivre et aimer (Sadie McKee) de Clarence Brown : l'oncle Snowden
- 1934 : Ce n'est pas un péché (Belle of the Nineties) de Leo McCarey : le colonel Claybourne
- 1934 : Une nuit d'amour (One Night of Love) de Victor Schertzinger : l'impresario Howard
- 1934 : Mademoiselle Général (Flirtation Walk) de Frank Borzage : le général Landacre
- 1934 : Mariage secret (The Secret Bride) de William Dieterle : le juge Halliday
- 1935 : La Jolie Batelière (The Farmer Takes a Wife) de Victor Fleming : Butterfield
- 1935 : Amis pour toujours (Shipmates Forever) de Frank Borzage : l'amiral Fred Graves
- 1936 : Théodora devient folle (Theodora Goes Wild) de Richard Boleslawski : le gouverneur Wyatt
- 1936 : Sa femme et sa secrétaire (Wife vs. Secretary) de Clarence Brown : Ned Trent
- 1936 : The Voice of Bugle Ann de Richard Thorpe : le directeur de la prison
- 1936 : Furie (Fury) de Fritz Lang : le juge Daniel Hopkins
- 1936 : Le Doigt qui accuse (The Accusing Finger) de James Patrick Hogan : le gouverneur
- 1937 : L'Amour en première page (Love Is News) de Tay Garnett : J. D. Jones
- 1937 : Nancy Steele a disparu (Nancy Steele Is Missing!) de George Marshall et Otto Preminger : un juge de la cour suprême
- 1937 : Le Dernier Gangster (The Last Gangster) d'Edward Ludwig : l'éditeur de Boston
- 1938 : L'Insoumise (Jezebel) de William Wyler : le premier directeur
- 1938 : La Vallée des géants (Valley of the Giants) de William Keighley : Mortimer
- 1938 : Kentucky de David Butler : l'officiel présidant
- 1939 : Les Aveux d'un espion nazi (Confessions of a Nazi Spy) d'Anatole Litvak : le juge de la cour américaine de district
- 1939 : La Vieille Fille (The Old Maid) d'Edmund Goulding : M. Halsey
- 1939 : Hollywood Cavalcade d'Irving Cummings : Thomas
- 1939 : Monsieur Smith au Sénat (Mr. Smith Goes to Washington) de Frank Capra : le sénateur Dearhorn
- 1940 : The Man from Dakota de Leslie Fenton
- 1940 : Gangs of Chicago de Arthur Lubin
- 1940 : Before I Hang de Nick Grinde
- 1940 : L'Odyssée des Mormons (Brigham Young) d'Henry Hathaway : M. Webb
- 1940 : Third Finger, Left Hand de Robert Z. Leonard
- 1940 : Chercheurs d'or (Go West) d'Edward Buzzell : Johnson
- 1940 : Bowery Bow de William Morgan
- 1941 : Débuts à Broadway (Babes on Broadway) de Busby Berkeley : M. Morris
- 1942 : La Reine de l'argent (Silver Queen) de Lloyd Bacon : Dr Hartley
- 1942 : Man with Two Lives de Phil Rosen : Hobart Bennett
- 1942 : Tennessee Johnson de William Dieterle : un sénateur
- 1944 : Le Président Wilson (Wilson) d'Henry King : un sénateur
- 1944 : Casanova le petit (Casanova Brown) de Sam Wood : le révérend Dean
- 1946 : Le Bel Espoir (Miss Susie Slagle's) de John Berry : Dr Bowen
- 1947 : La Fière Créole (The Foxes of Harrow) de John M. Stahl : un gentleman créole